# リーメンシュナイダー (小惑星)
リーメンシュナイダー (6145 Riemenschneider) は、小惑星帯に位置する小惑星である。パロマー天文台のトム・ゲーレルスとライデン天文台のファン・ハウテン夫妻が発見した。
中世のドイツの彫刻家、ティルマン・リーメンシュナイダーに因んで名付けられた。